# Szabadnak születtél
Koncz Zsuzsa Szabadnak születtél című stúdióalbuma 2020-ban jelent meg, sorban a negyvenegyedik. Az új albummal töretlenül folytatódik a Koncz Zsuzsa életmű, de az előző lemezhez képest csak a vele legszorosabb kapcsolatban álló szerzők írtak dalokat a lemezre. A munkafolyamatokat, mint évek óta Závodi Gábor irányította, továbbá ő írt kettő dalt is a lemezre. A lemezen szerepel egy duett melyet Kulka Jánossal énekelt közösen.
A lemezbemutató nagykoncert 2022. március 5-én volt a Papp László Budapest Sportarénában.

Mi, akik dolgoztunk ezen az albumon – és én személy szerint különösen – egyet egészen biztosan tudatni akartunk mindenkivel, aki hallgat bennünket: SZABADNAK SZÜLETTÉL!” – hangsúlyozta Koncz Zsuzsa. 

## Az album dalai
1. A mi hazánk (Maróthy Zoltán – Bródy János)
2. Mariana árok (Bródy János)
3. Filmszakadás (Závodi Gábor)
4. Valahogy lesz majd (Gerendás Péter – Bródy János)
5. Szabadnak születtél (Bródy János)
6. Mit remélt egy velszi bárd  (Maróthy Zoltán – Bródy János)
7. Szeretni valakit valamiért (közreműködik: Kulka János)  (Cipő)
8. Szökőév (Tolcsvay László – Bródy János)
9. Mosolyod vígasztal (Tolcsvay László – Bródy János)
10. Másnap (Bródy János)
11. Az Isten háta mögött (Závodi Gábor)

## Külső hivatkozások
- Információk Koncz Zsuzsa honlapján